# Louis Campbell
Louis Campbell (nacido el 1 de abril de 1979 en Rahway, New Jersey) es un exjugador de baloncesto estadounidense con nacionalidad danesa que jugó 18 temporadas como profesional en Europa y Japón. Con 1.91 metros de estatura, juega en la posición de base.

## Carrera
Jugador formado en los Buffalo Bulls, llega a Europa en 2002 para jugar en Alemania, donde jugó varias temporadas. En el año 2007 ficha por el CB Ciudad de Huelva y más tarde, jugaría en Japón. Es un americano que juega en la posición de base y escolta y que cuenta con el pasaporte comunitario, pues tiene la nacionalidad danesa.
En 2012 ficharía por el Strasbourg IG. 